# Krzymosze (przystanek kolejowy)
Krzymosze – przystanek osobowy w miejscowości Leśniczówka (Krzymosze są wsią sąsiednią), w województwie mazowieckim, w Polsce.

## Ruch pasażerski
| Rok  | Wymiana pasażerska na dobę |
| ---- | -------------------------- |
| 2017 | 0-9                        |
| 2022 | 10-19                      |

## Połączenia
- Czeremcha
- Hajnówka
- Mińsk Mazowiecki
- Siedlce
- Warszawa Zachodnia